# Marmax homochroa
Marmax homochroa är en fjärilsart som beskrevs av Holland 1897. Marmax homochroa ingår i släktet Marmax och familjen Thyrididae. Inga underarter finns listade i Catalogue of Life.